# كتاب هتلر الثاني (كتاب)
كتاب هتلر الثاني (بالألمانية: Zweites Buch) تُلفظ بالألمانية: [ˈtsvaɪ̯təs buːχ] هو كتاب غير رسمي كٌتب باللغة الألمانية حيث نُسب لهتلر، ونُشر باللغة الإنجليزية في وقت لاحق تحت عنوان كتاب هتلر السري.
ضم الكتاب مجموعة من الأفكار التي قِيل إنها عبارة عن أفكار تُعبر عن السياسة الخارجية للزعيم النازي، والذي كان قد كتب عام 1928 كتابا آخر تحت عنوان كفاحي إلا أنه لم يُنشر إلا في وقت متأخر، وبحسب مجموعة من المطلعين فسبب عدم نشر كتاب هتلر السري (الذي تم الانتهاء من كتابته عام 1928) هو الكتاب الآخر كفاحي والذي نُشر في تلك الفترة لكنه لم يحقق النجاح المطلوب والمبيعات التجارية المتوقعة؛ خاصة وأن نشر كتاب ثاني من شأنه يُعرقل مبيعات الكتاب الأول.

## كتاب هتلر السريوكفاحي
هناك عدد من أوجه التشابه والاختلاف أيضا بين كتاب هتلر السري وكتاب كفاحي، ففي هذا الأخير أُعلن أن هتلر كان يكره اليهود طوال حياته وكان من أخطر وأشد المعارضين لهم ونفس الأمر تم تضمينه في الكتاب السري.
ذكر المؤرخ الألماني أندرياس هليغروبر أن الكتاب السري لهتلر لم يذكر مصطلح Stufenplan (وهي تعني مرحلة من مراحل خطة هتلر للسيطرة على العالم)؛ حيث أن هذه الكلمة صيغت حتى عام 1965 عندما زُعم أنه تم العثور عليها في كتاب آخر لهتلر يحمل عنوان إستراتيجية هتلر. باختصار فكلمة Stufenplan يُقصد بها ثلاث مراحل كان ينوي هتلر القيام بها، في المرحلة الأولى سيقوم النظام النازي ببناء معسكر ضخم وتجنيد عدد هائل من الجنود ثم الإطاحة بقيود معاهدة فرساي وتشكيل تحالفات مع مملكة إيطاليا والإمبراطورية البريطانية، أما المرحلة الثانية فستمر بسرعة من خلال مشاركة ألمانيا النازية فيما يُعرف بالحرب الخاطفة بمساعدة كل من إيطاليا وبريطانيا ضد فرنسا وكل حلفائها من شرق أوروبا مثل تشيكوسلوفاكيا، بولندا، رومانيا ويوغسلافيا الذين اختارو الوقوف معها، بينما المرحلة الثالثة ستتمثل بالأساس في شن حرب كبيرة على الدول المعارضة وطمس كل التاريخ اليهودي وكذلك النظام البلشفي المتمثل أساسا في الاتحاد السوفيتي. هذه المراحل الثلاث ذُكرت في كتاب كفاحي لكن يُزعم أن هتلر أضاف لها مرحلة رابعة في كتابه كتاب هتلر السري ويتعلق الأمر بالهيمنة على العالم (بعد اجتياز المراحل الثلاث الأولى بنجاح) من خلال طرد وسحق الولايات المتحدة والتحالف الأوروبي ثم تأسيس جمعية جديدة من الأمم تضم فقط الدول التي دعمت هتلر وساعدته في حربه ضد «أعدائه».
احتوى كتاب هتلر السري على وجهة نظر مختلفة للقائد النازي بخصوص الولايات المتحدة عما هو منشور في كتابه الآخر كفاحي، ففي هذا الأخير أعلن هتلر أن خصم ألمانيا الأكثر خطورة على الساحة الدولية هو الاتحاد السوفياتي؛ بينما في كتابه السري اعترف بقوة وجبروت الاتحاد السوفياتي إلا أنه كتب أن الخصم الأكثر الخطورة والذي يُهدد دولة ألمانيا النازية على المدى الطويل هي الولايات المتحدة.

## ملخص الكتاب
في الفصلين الأولين، يُعلن هتلر عن رغبته في تحقيق التوازن بين السكان من خلال التوزيع العادل للموارد الطبيعية كما يُركز على هدفه من بناء أمة عظيمة قادرة على العيش برفاهية لمدة طويلة. أما نقطة الانطلاق في الكتاب والتي يتحدث فيها عن الثورة فقد بدأت عندما تطرق لفكرة «النضال من أجل الخبز اليومي» (إنتاج الغذاء) مُعتبرا أن توفير الطعام هو أساس المجتمع البشري كونه (أي الطعام) قادر على الحفاظ على الذات، ومن هنا تتبلور الفكرة المركزية حول العلاقة بين السكان وحجم الموئل اللازم لتغديتهم، فإذا كان الموئل عاحز عن توفير الموارد الكافية من أجل البقاء على قيد الحياة فهذا يعني أن المجتمع سينحط وستسقط قيمته عاجلا أو آجلا. يُثير هلتر في كتابه فيما بعد النضال من أجل الحصول على موئل مركزي كافٍ ومُتجدد للعيش بكرامة. كما يقترح حلولا للتخلص من العوائق التي تقف في سبيل تطور ألمانيا من خلال النضال من أجل المعيشة، وقد تضمن كتاب هتلر مجموعة من الأفكار التي اعتبرها «بعض» المؤرخين عُنصرية وغير مقبولة على غرار التقليل من النسل وتهجير السكان العديمي الفائدة مثل الفقراء والأميين، كما يدعو إلى الزيادة في الإنتاج الغذائي وزيادة الصادرات قصد شراء المزيد من الأغذية. وقد كتب هتلر أن تنظيم النسل والحد من الهجرة يؤدي إلى تقوية الأمة باعتبار أن الناس الفاعلين هو دم الأمة ومحرك المجتمع.

## الكتاب بالإنجليزية
تم قرصنة الكتاب عام 1962، حيث تم ترجمته من اللغة الألمانية للإنجليزية ونُشر بشكل غير رسمي بعنوان كتاب هتلر السري لكن الملاحظ أن الترجمة كانت رقيقة وغير دقيقة في معظم الأحيان. وبعد أكثر من أربعين عاما تم إعادة إصداره لكن هذه المرة بشكل رسمي في عام 2003 وتم عنونته بـ كتاب هتلر الثاني مع أحدث ترجمة من قبل المؤلف جيرهارد واينبرغ.